# .222 Remington Magnum
Le .222 Remington Magnum était une cartouche dérivée du .222 Remington, produite commercialement durant une courte période. Développée à l'origine pour un prototype de fusil militaire américain ArmaLite AR-15 en 1958, la cartouche n'a pas été adoptée par l'armée, mais a été introduite commercialement pour les fusils de sport.

## Développement

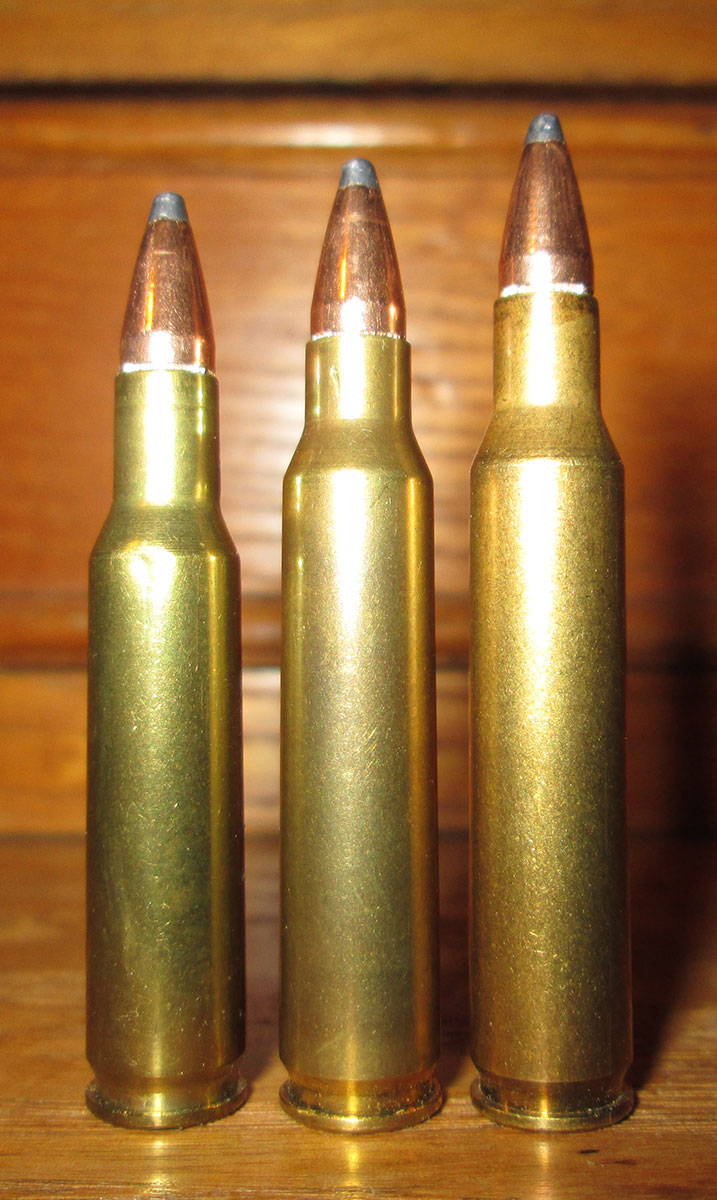
De gauche à droite : .222 Remington, .223 Remington et .222 Remington Magnum

Le .222 Remington Magnum a été créé en allongeant le boîtier et en raccourcissant le col de la cartouche .222 Remington, très précise et très populaire, qui dominait la chasse au nuisibles et le tir de précision couché sportif dans les années 1950. Le volume de la cartouche est d'environ 20% supérieur à celui du .222 Remington, produisant des vitesses initiales modérément plus élevées. Le .222 Remington Magnum a servi de base à la cartouche sportive Magnum 5,6 × 50 mm développée en Allemagne.

## Histoire
À la fin des années 1950, ArmaLite et d'autres concepteurs d'armes à feu américains ont commencé leurs expériences individuelles de fusil de petit calibre / haute vitesse (SCHV) en utilisant la cartouche commerciale .222 Remington. Lorsqu'il est devenu clair qu'il n'y avait pas assez de puissance dans ces cartouches pour répondre aux exigences de vitesse et de pénétration du Commandement de l'armée continentale des États-Unis (CONARC), ArmaLite a contacté Remington pour créer une cartouche similaire avec un corps de boîtier plus long et un col plus court. C'est devenu le .222 spécial. Au même moment, Earle Harvey de Springfield Armory demanda à Remington de créer un étui de cartouche encore plus long alors connu sous le nom de .224 Springfield. Springfield a été contraint d'abandonner la compétition CONARC, et ainsi le .224 Springfield a été lancé en 1958 en tant que cartouche sportive commerciale connue sous le nom de .222 Remington Magnum. Pour éviter toute confusion entre toutes les désignations de cartouches .222 concurrentes, le .222 Special a été renommé .223 Remington en 1959. Au printemps 1962, Remington a soumis les spécifications du .223 Remington au Sporting Arms and Ammunition Manufacturers Institute (SAAMI). Avec l'adoption par l'armée américaine du fusil d'assaut M16 en 1963, le .223 Remington sous une forme légèrement dérivée a été normalisé sous le nom de 5,56 × 45 mm OTAN. En tant que cartouche sportive commerciale, la .223 Remington a été introduite en 1964,.

## Obsolescence
La cartouche .223 Remington a un col plus court et l'épaule est légèrement reculée par rapport à la .222 Remington Magnum. La capacité du boîtier est d'environ 5% inférieure à celle du .222 Remington Magnum, mais il a été chargé à une pression légèrement supérieure, de sorte que les deux ont une balistique quasiment identique. Comme toute cartouche militaire largement utilisée est garantie d'avoir un succès sur le marché commercial, le .223 Remington s'est vendu exceptionnellement bien et le .222 Remington Magnum s'est démodé assez rapidement. En Europe, SAKO produit la cartouche et certains fabricants d'armes proposent le chambrage. Aux États-Unis, Remington a continué à proposer le .222 Remington Magnum dans quelques modèles de fusils pendant de nombreuses années, mais il n'y a actuellement aucun fabricant commercial aux États-Unis de fusils ou de munitions en .222 Remington Magnum autre que Cooper Firearms du Montana. Pour de nombreux tireurs de .222 Magnum, le rechargement manuel de cette cartouche fournit des munitions, en utilisant des composants autrement disponibles pour les autres cartouches à percussion centrale .222 plus populaires. Le boîtier de cartouche .222 Remington Magnum est devenu le boîtier parent d'un nouveau développement introduit en 2004, le .204 Ruger. Le .204 Ruger est basé sur le boîtier .222 Remington Magnum rétréci pour contenir une balle de calibre .20 (5 mm).[réf. nécessaire]